# Sanlitun

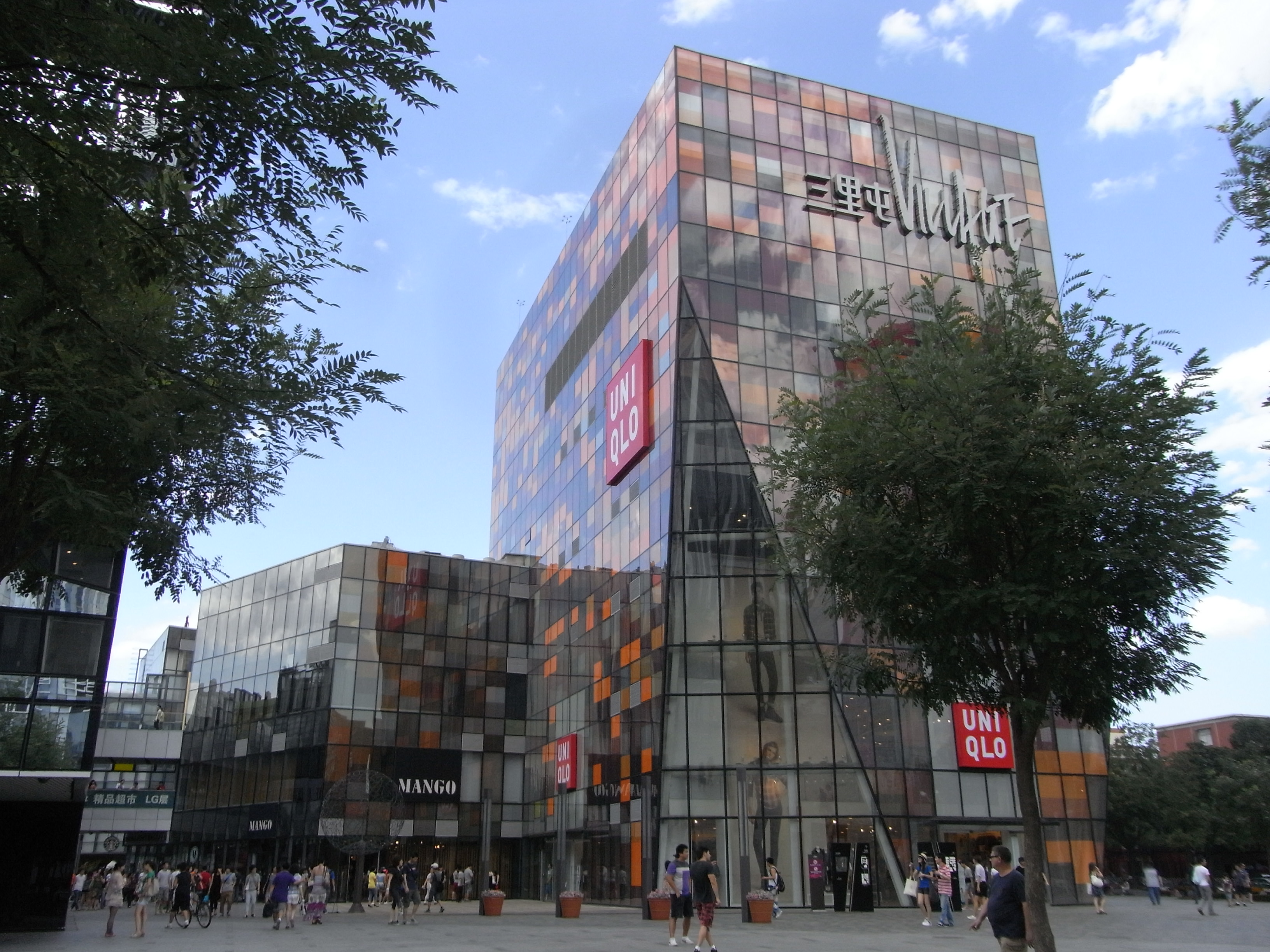
Sanlitun

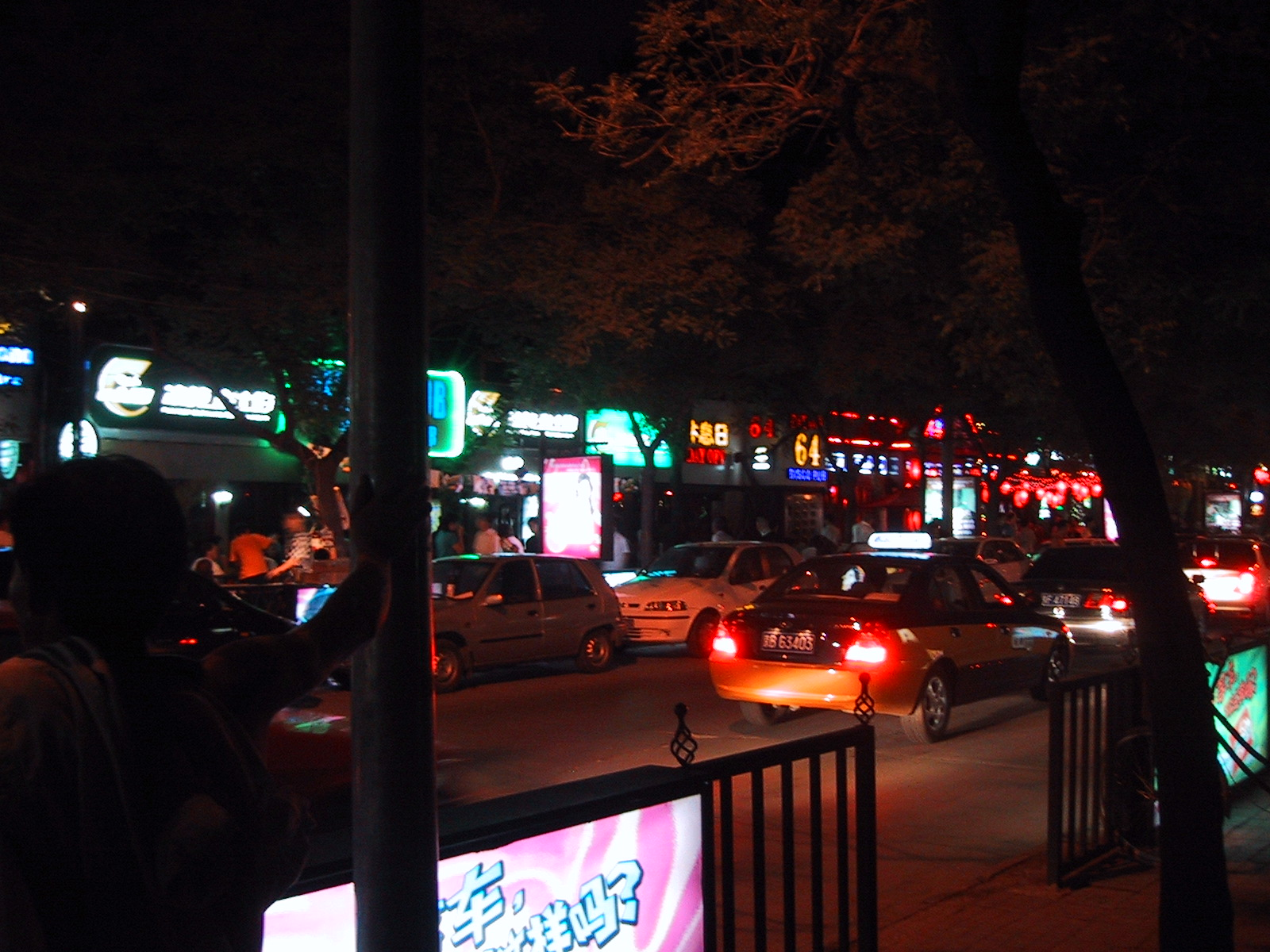
Sanlitun de nuit

Sanlitun (chinois : 三里屯, pinyin : Sānlǐtún) est un quartier situé dans le district de Chaoyang à Pékin, en Chine ; il est réputé pour ses nombreux bars et boutiques d’enseignes internationales.
Cette zone de Pékin est en mutation depuis la fin du XXe siècle, où la ville s’engage dans une politique de croissance économique forte. Le marché artisanal Ya Show (雅秀), connu un temps pour ses vêtements de contrefaçon peu chers, attire aussi les touristes.

## Histoire
Jusqu’en 1949, le quartier des légations situé en plein centre de Pékin concentrait toutes les activités diplomatiques du pays. cependant, après la fondation de la République populaire de Chine, le gouvernement décida de déplacer ce quartier diplomatique plus à l’extérieur ; c’est donc Sanlitun qui fut choisi pour accueillir légations et ambassades. Le quartier fut baptisé à ce moment-là « Sanlitun » en référence au pont Dongzhimen (东直门) tout proche ; en effet, « tun » signifie « localisation » et « san li » « trois li » (un li valant 500 mètres) : le nom complet veut donc dire « situé à 1,5 km [du pont Dongzhimen] ».
Sanlitun doit attendre les réformes économiques des années 70 et 80 pour véritablement connaître la croissance, avec l’ouverture de bars d’abord destinés aux expatriés. Par conséquent, seuls les hôtels internationaux ouvrirent ce genre de bars au début, et les établissements indépendants n’apparurent que dans durant les années 90. Parmi les rues connues pour leurs débits de boisson et restaurants, on peut citer notamment Nan Jie (ruelle disparue en 2005 au profit d’immeubles modernes) et Gongti Bei Lu. Durant l’été 2008, l’ouverture de deux zones commerciales, le Village et Nali Mall, a permis l’arrivée de nouveaux magasins, ainsi que d’un cinéma multiplexe.
En avril 2008, c’est-à-dire peu de temps avant les Jeux olympiques d’été de Pékin, la volonté gouvernementale de « nettoyer » la ville pour l’événement permit l’arrestation de plusieurs trafiquants de drogue à Sanlitun, avec pour résultat la fermeture de quatre bars ou clubs (dont un notoirement connu pour ses prix et sa distribution de drogue). L’opération de police fut cependant dénoncée avec force en raison de sa violence – un certain nombre de personnes arrêtées auraient ainsi été condamnées à mort à la suite de ce coup de filet[réf. nécessaire]. Les autorités ont également mis la pression sur le commerce de la contrefaçon qui a longtemps sévi dans le quartier.